# Folsom (Nova Jersey)
Folsom és una població dels Estats Units a l'estat de Nova Jersey. Segons el cens del 2007 tenia 1.918 habitants.

## Demografia
Segons el cens del 2000, Folsom tenia 1.972 habitants, 671 habitatges, i 552 famílies. La densitat de població era de 92,1 habitants/km².
Dels 671 habitatges en un 37,1% hi vivien nens de menys de 18 anys, en un 64,4% hi vivien parelles casades, en un 14,2% dones solteres, i en un 17,7% no eren unitats familiars. En el 13,7% dels habitatges hi vivien persones soles el 3,9% de les quals corresponia a persones de 65 anys o més que vivien soles. El nombre mitjà de persones vivint en cada habitatge era de 2,93 i el nombre mitjà de persones que vivien en cada família era de 3,18.
Per edats la població es repartia de la següent manera: un 24,9% tenia menys de 18 anys, un 8,8% entre 18 i 24, un 30% entre 25 i 44, un 26,5% de 45 a 60 i un 9,8% 65 anys o més.
L'edat mediana era de 38 anys. Per cada 100 dones de 18 o més anys hi havia 92,6 homes.
La renda mediana per habitatge era de 56.406 $ i la renda mediana per família de 59.231 $. Els homes tenien una renda mediana de 39.659 $ mentre que les dones 30.000 $. La renda per capita de la població era de 20.617 $. Aproximadament el 4,2% de les famílies i el 5,7% de la població estaven per davall del llindar de pobresa.

## Poblacions més properes
El següent diagrama mostra les poblacions més properes.